# Regno di Buleleng
Il regno di Buleleng fu uno degli antichi stati componenti l'Indonesia. Questo regno fu costruito da I Gusti Anglurah Panji Sakti di Wangsa Kepakisan unendo l'intera regione a nord di Bali, precedentemente nota come Den Bukit. Dal 1848 lo stato venne conquistato dagli olandesi della Compagnia olandese delle Indie orientali.

## Storia

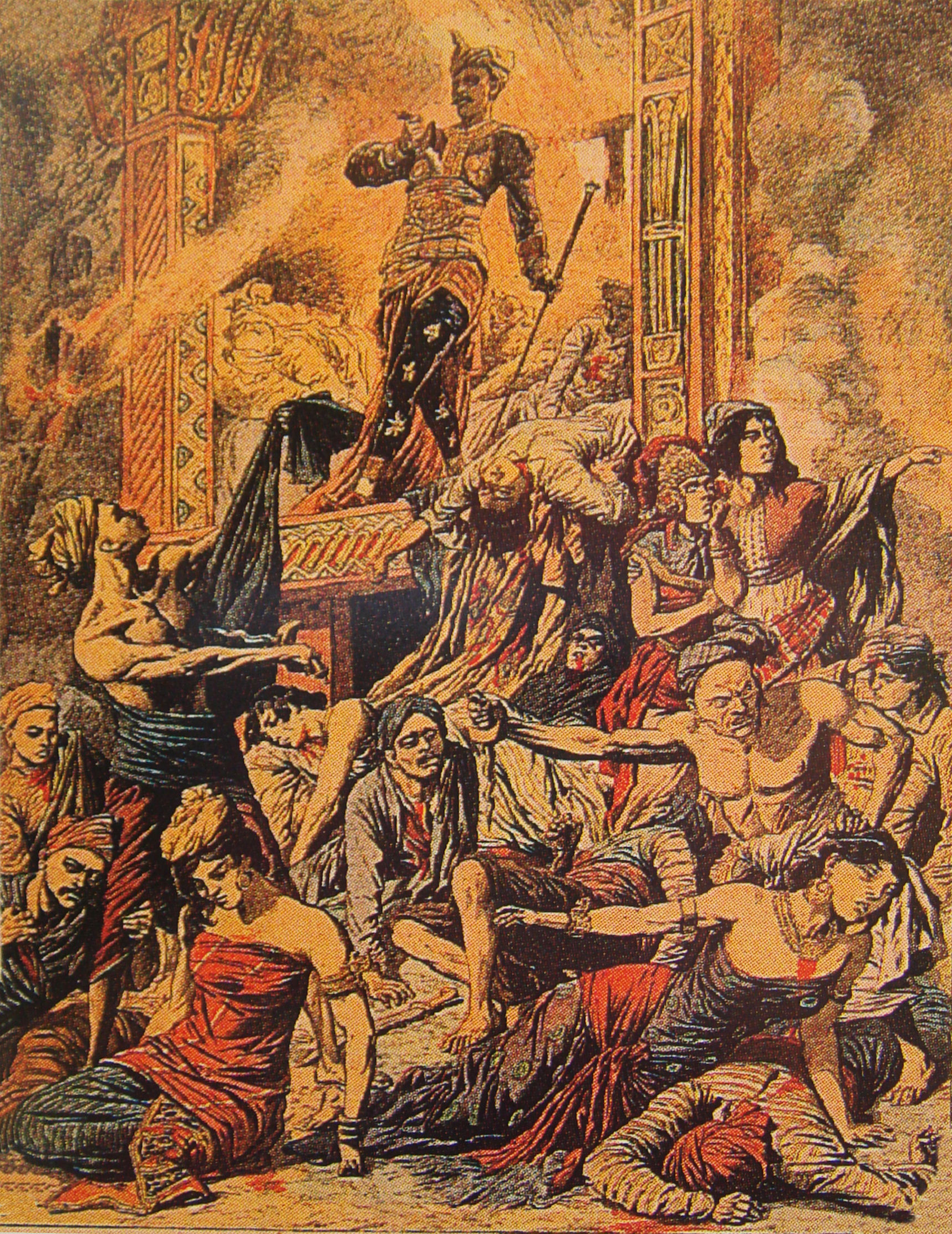
Il puputan del raja di Buleleng nel 1849

Il primo sovrano del regno indipendente fu I Gusti Anglurah Panji Sakti. Questi era figlio di I Gusti Ngurah Jelantik e di una concubina di nome Si Luh Pasek Gobleg, del villaggio di Panji. I Gusti Panji aveva manifestato poteri sovrannaturali sin dalla sua nascita e per questo suo padre era apparso da subito preoccupato che questo suo figlio volesse rovesciarlo dal proprio trono. Per questo motivo, secondo la leggenda, I Gusti Ngurah Panji, a 12 anni, venne trasferito al villaggio natale di sua madre, Panji, perché si credeva che in tal modo non avrebbe nuociuto alla corte ed al regno del genitore.
Una volta cresciuto, ad ogni modo, I Gusti Ngurah Panji riuscì a ottenere il controllo dell'intera area di Bali settentrionale, denominata Den Bukit, istituendo così il regno di Buleleng. Dopo la morte di I Gusti Ngurah Panji Sakti nel 1704, il regno di Buleleng iniziò a vacillare a causa delle lotte intestine per il potere.
Dopo decenni di contrasti, nel 1732 il regno di Buleleng venne controllato dal regno di Mengwi, ma riottenne l'indipendenza nel 1752. Successivamente cadde sotto il potere del re di Karangasem nel 1780. Il re di Karangasem, I Gusti Gede Karang, fece costruire un palazzo in loco col nome di Puri Singaraja. Il re successivo fu suo figlio, I Gusti Pahang Canang, che governò fino al 1821. Il potere di Karangasem si indebolì e dal 1825 I Gusti Made Karangsem governò con Patih I Gusti Ketut Jelantik fino a quando il regno non venne conquistato definitivamente dagli olandesi nel 1849.
Già dal 1846, il regno di Buleleng aveva opposto una strenua resistenza all'avanzata degli olandesi della Compagnia olandese delle Indie orientali alle quali dovette infine soccombere nel 1849, dopo tre spedizioni da parte dell'esercito coloniale olandese. Il sovrano locale, conscio di non poter resistere all'avanzata dei coloni europei, decise con alcuni suoi fedelissimi ed i membri della sua famiglia di commettere un puputan, un suicidio rituale di massa. Da quel momento il regno di Buleleng venne controllato stabilmente dal governo coloniale delle Indie orientali olandesi.

## Re di Karangasem

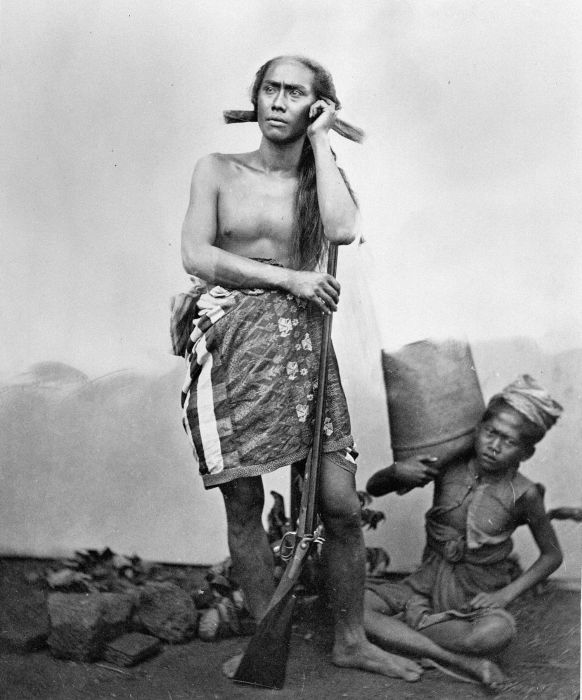
Gusti Ngurah Ketut Jelantik, sovrano di Buleleng, in una fotografia d'epoca

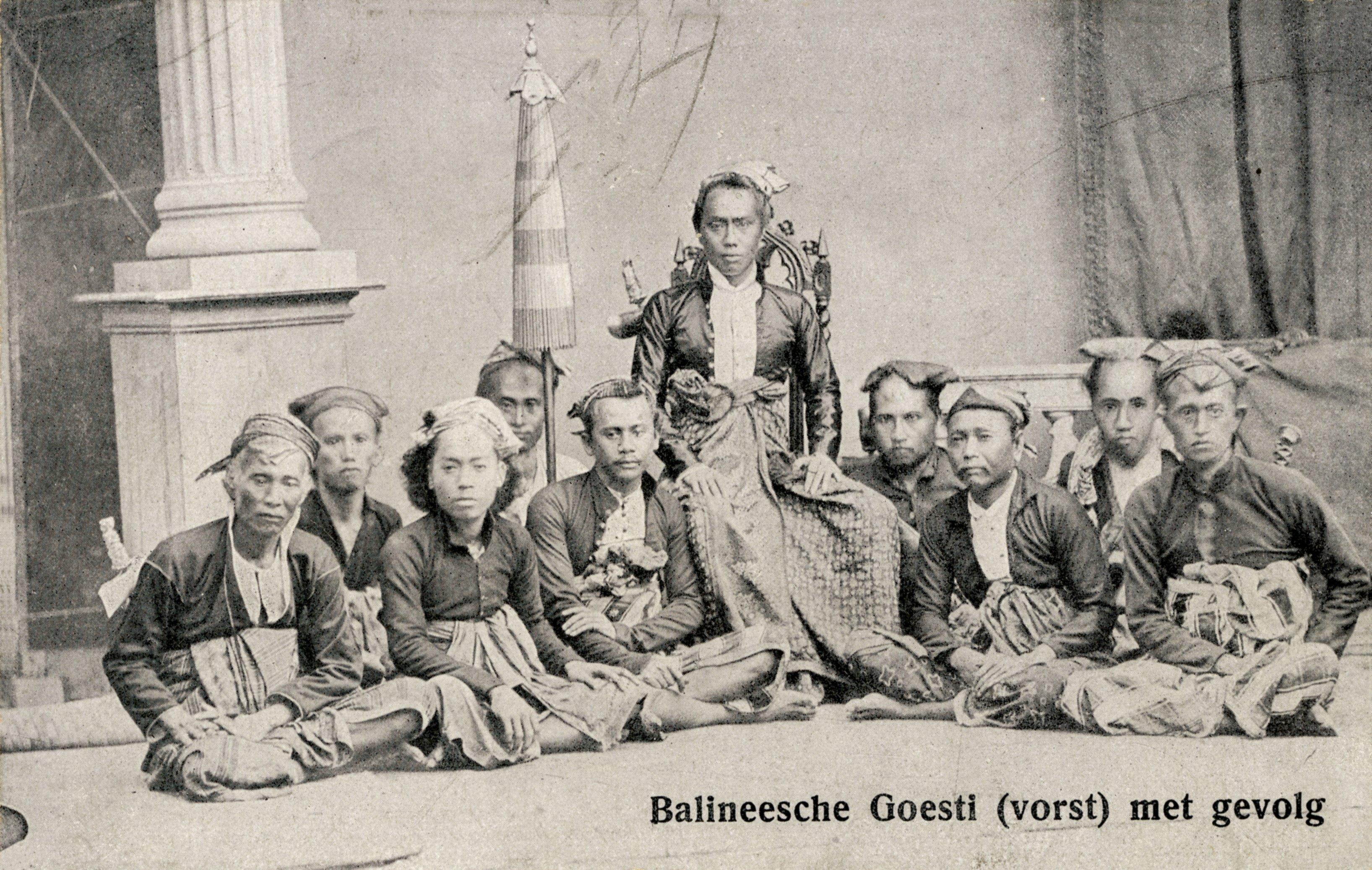
Gusti Ketut Jelantik e la sua corte in visita al governatore generale L. J. W. Sloet van de Beele al Palazzo di Buitenzorg, 1864

- Gusti Anglurah Panji Sakti (1660-1697/99)
- Gusti Panji Gede Danudarastra (1697/99-1732)
- Gusti Alit Panji (1732-1757)
- Gusti Ngurah Panji (1757/65-1757/65)
- Gusti Ngurah Jelantik (1757/65-1780)
- Gusti Made Singaraja (1793-?), nipote di Gusti Made Jelantik
- Anak Agung Rai (?-1806), figlio di Gusti Gede Ngurah Karangasen
- Gusti Gede Karang (1806-1818), fratello di Anak Agung Rai
- Gusti Gede Ngurah Pahang (1818-1822), figlio di Gusti Gede Karang
- Gusti Made Oka Sori (1822-1825), figlio di Gusti Gede Karang
- Gusti Ngurah Karangasem (1825-1849), nipote di Gusti Gede Karang
- Gusti Made Rahi (1849-1853), discendente di Gusti Ngurah Panji
- Gusti Ketut Jelantik (1854-1872), discendente di Gusti Ngurah Jelantik
- Anak Agung Putu Jelantik (1929-1944), discendente di Gusti Ngurah Jelantik
- Anak Agung Nyoman Panji Tisna (1944-1947), figlio di Anak Agung Putu Jelantik; 1° periodo
- Anak Agung Ngurah Ketut Jelantik (1947-1950), fratello di Anak Agung Nyoman Panji Tisna
- Anak Agung Nyoman Panji Tisna (1950-1978), figlio di Anak Agung Putu Jelantik; 2° periodo
- Anak Agung Ngurah Brawida (2004-oggi), nipote di Anak Agung Nyoman Panji Tisna